# Slot Ruysdael
Slot Ruysdael (ook bekend als Ruischen Dael, Ruizendaal of Ruisendaal) is een voormalig kasteel in Blaricum, in de Nederlandse provincie Noord-Holland. Het kasteel stond aan de noordoostzijde van het dorp, nabij de Gooiergracht en de Slotweg. Het is onbekend wanneer het kasteel is gebouwd. Als oudste bewoner wordt de Amsterdamse burgemeester Dirk Heymansz Ruysch vermeld, die in 1483 aan zijn eerste termijn als burgemeester begon en in 1509 overleed. Naar alle waarschijnlijkheid is het kasteel vóór 1722 afgebroken.

## Geschiedenis
De oudste benaming voor het kasteel was De Graft. In 1488 kreeg Dirk Heymansz Ruysch na het verstrekken van een lening aan keizer Maximiliaan van Oostenrijk, de Graft in bezit. Op de Ronde kaart van Gooiland uit 1521 staat een kasteelachtig bouwwerk ingetekend, even buiten Blaricum: dit is de oudste voorstelling van kasteel De Graft. In 1526 wordt het kasteel genoemd in een document dat is opgesteld naar aanleiding van een grensgeschil tussen Holland en Utrecht.
Rond 1600 verkochten de nazaten van Ruysch het kasteel aan Willem Jacobsz Stachouwer. Nadat het kasteel rond 1612 in bezit was gekomen van de familie Taets van Amerongen, werd het in 1630 weer teruggekocht door Johan Willemsz Stachouwer, de zoon van Willem. Inmiddels had het kasteeltje de naam Ruysdael gekregen, vernoemd naar zijn eerste bewoner. Na nog enkele eigenaarswisselingen vond in 1722 een openbare veiling plaats, waarbij de akte geen melding meer maakte van de aanwezigheid van het kasteel. Het slot moet dus vóór deze datum zijn afgebroken, maar het wordt waarschijnlijk nog wel getoond op een grenskaart uit 1719. De boerderij die bij het kasteel hoorde en in de akte van 1722 nog werd vermeld, is rond 1800 eveneens verdwenen.

## Familie Ruysdael
In de 16e eeuw behoorde de familie Van der Graft tot de dorpsnotabelen van Blaricum. Hoewel hun achternaam duidt op een band met het kasteel, is onbekend of ze ook daadwerkelijk bewoners of pachters van De Graft waren. Rond 1590 verhuisde een van de familieleden, Jacob Jansz van den Graft, naar het nabijgelegen Naarden en wijzigde zijn achternaam in De Goyer. Jacob had vier zonen, waarvan drie hun achternaam veranderden in Van Ruysdael, waarschijnlijk om de Blaricumse afkomst van hun familie aan te geven. Een van hen was Isaack, die zich in Haarlem had gevestigd als lijstenmaker en in 1628 of 1629 een zoon kreeg, Jacob. Deze Jacob van Ruisdael werd later beroemd als landschapschilder en heeft onder andere in het Gooi geschilderd. Mogelijk beeldt het schilderij Winterlandschap (circa 1665) het slot Ruysdael uit.

## Opgraving
In 1975 zijn door leden van AWN Naerdincklant opgravingen verricht op de mogelijke locatie van het kasteel. Hierbij zijn funderingen aangetroffen, maar de resten waren ernstig verstoord dankzij hergebruik van het puin door boeren uit de omgeving. Tevens zijn er enkele voorwerpen gevonden, zoals een schaaltje dat is gedateerd in de periode 1475-1525.
Adrichem · Aelbrechtsberg · Akersloot · Amstel · Amsterdam · Assendelft · Assumburg · Banjaert · Beeckestijn · Berkenrode · Boekel · Bollenhofstede · Ten Bosch · Brederode · Caprera · Ter Coulster · Cranenbroek · Dampegeest · Eenigenburch · Egmond · Heemstede · Hilversum · Ilpenstein · Jan Aernts woninge van Bennebroek · Keggenrode · Ter Kleef · Kostverloren · Kronenburg · Marquette · Merestein · Middelburg · Muiderslot · Nederhorst · Nieuwburg · Nuwendoorn · Oud Haerlem · De Park · Poelenburg · Purmersteijn · Radboud · Huis te Ramp · Reewijk/Rietwijk · Rolland · Ruysdael · Schagen · Huis te Schoten · Sparenwoude · Te Spijk · Swanenburch · Sypesteyn · Tetrode · Teylingerbosch · Torenburg · Velsen · De Vlotter · Vogelenzang · Ter Wijc · Wijdenes · Ypestein · Te Zaanen